# Idioma cree
El cree, cri (pronunciado [kri]) o clisteno es un continuo dialectal consistente en varios dialectos originarios americanos pertenecientes a las lenguas algonquinas, habladas por 96.000 personas en Canadá, desde Alberta hasta la península del Labrador. Algunos dialectos usan una variante de los silabarios indígenas canadienses y otros usan el alfabeto latino. Es el idioma nativo más hablado en Canadá.

## Familia
La lengua cree (también conocida en la clasificación más amplia como Cree-Montagnais, Cree-Montagnais-Naskapi, para mostrar los grupos incluidos dentro de ella) es el nombre de un grupo de lenguas algonquinas estrechamente relacionadas.Es la lengua materna o idioma que aprendieron por primera vez y aún comprenden de aproximadamente 96.000 personas, y el idioma más hablado en casa de unas 65.000 personas en todo Canadá, desde los Territorios del Noroeste hasta Labrador. Es la lengua aborigen más hablada en Canadá. La única región donde el cree que la lengua tiene estatus oficial es en los Territorios del Noroeste, junto con otras ocho lenguas aborígenes, el francés y el inglés.
Los dos grupos principales: Nehiyaw e Innu, hablan un continuo Cree dialectal que es mutuamente inteligible y que puede dividirse según muchos criterios. En un continuo dialectal, no es tanto una lengua, sino más bien una cadena de dialectos, donde los hablantes de una comunidad pueden entender muy fácilmente a sus vecinos, pero a un hablante Cree de las Planicies de Alberta le resultaría difícil hablar con un hablante de Cree Quebec sin práctica previa. 
Una división importante entre los grupos de lenguas es que el grupo oriental palataliza el sonido /k/ a /ts/ (c) o a /tʃ/ (č) cuando precede las vocales anteriores. También hay una diferencia importante en el vocabulario gramatical (partículas) entre los grupos. Dentro de ambos grupos, ha surgido otro conjunto de variaciones en torno a la pronunciación del fonema protoalgonquino *l, que puede realizarse como /l/, /r/, /y/, /n/, o /ð/ (th) por diferentes grupos. Sin embargo, en otros dialectos, la distinción entre /eː/ (ē) y /iː/ (ī) se ha perdido, fusionándose con este último. En dialectos más occidentales, la distinción entre /s/ y /ʃ/ (š) se ha perdido, fusionándose ambos con el primero. Cree no es un lenguaje tipológicamente armónico. Cree tiene prefijos y sufijos, preposiciones y posposiciones, y modificadores prenominales y posnominales (por ejemplo, los demostrativos pueden aparecer en ambas posiciones). 

## Variedades dialectales
El continuo dialectal cri puede clasificarse de acuerdo con diferentes criterios:
- Los dialectos hablados en norte de Ontario y los habladados en la costa noroccidental de Quebec distinguen entre /ʃ/ y /s/ mientras que las variedades occidentales confunden ambos fonemas en /s/ y las variedades orientales pronuncian ambas como /ʃ/ o como /h/ (o eliminan dichos fonemas en ciertas posiciones).
- En muchos dialectos, incluyendo el cree de las llanuras del Norte y el cree de los bosques, las vocales largas /eː/ y /iː/ han convergido en una única vocal, /iː/. En las comunidades quebequesas de Chisasibi, Whapmagoostui, y Kawawachikamach, la vocal larga /eː/ se ha fundido con /aː/.
- Sin embargo, la variación más clara entre los dialectos del cri es el reflejo del fonema *l del protoalgonquino, que puede llegar a ser l, r, n, y, ð